# Веретье (Бокситогорский район)
Веретье — деревня в Большедворском сельском поселении Бокситогорского района Ленинградской области.

## История
ВЕРЕТЬЕ — деревня Боровского общества, прихода села Дыми. 

Крестьянских дворов — 3. Строений — 13, в том числе жилых — 5. 

Число жителей по семейным спискам 1879 г.: 11 м. п., 8 ж. п.; по приходским сведениям 1879 г.: 10 м. п., 7 ж. п.

В конце XIX века — начале XX века деревня административно относилась к Большедворской волости 3-го земского участка 1-го стана Тихвинского уезда Новгородской губернии.

ВЕРЕТЬЕ — деревня Борковского сельского общества, число дворов — 5, число домов — 9, число жителей: 14 м. п., 22 ж. п.;
 
Занятия жителей — земледелие, пасека, лесные заработки. Река Тихвинка. (1910 год)

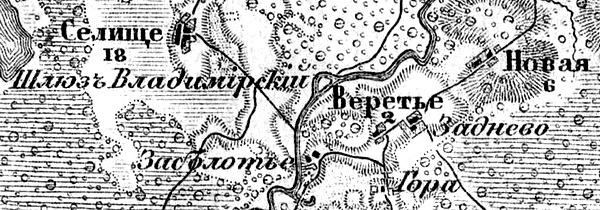
Деревня Веретье на карте 1913 года

Согласно карте Новгородской губернии 1913 года, деревня Веретье насчитывала 2 крестьянских двора.
По данным 1933 года хутор Веретье Новое входил в состав Борковского сельсовета Тихвинского района.
По данным 1966, 1973 и 1990 годов деревня Веретье входила в состав Большедворского сельсовета.
В 1997 году в деревне Веретье Большедворской волости проживали 42 человека, в 2002 году — 54 человека (русские — 96 %). 
В 2007 году в деревне Веретье Большедворского СП проживали 47 человек, в 2010 году — 36.

## География
Находится в северо-западной части района на автодороге 41К-283 (подъезд к дер. Борки).
Расстояние до административного центра поселения — 6 км.
Ближайшая железнодорожная платформа — Дыми.
Деревня находится на левом берегу реки Тихвинки.

## Демография
| 1997 | 2002 | 2007 | 2010 | 2017 |
| ---- | ---- | ---- | ---- | ---- |
| 42   | ↗54  | ↘47  | ↘36  | ↗42  |